# スンダオオコウモリ属
スンダオオコウモリ属（スンダオオコウモリぞく、Acerodon）は、哺乳綱翼手目オオコウモリ科に分類される属。

## 分布
インドネシア（スラウェシ島、小スンダ列島）、フィリピン

## 形態
前腕長12.5 - 20.5センチメートル。外尾がない。オオコウモリ属と比較すると、犬歯が小型。

## 分類
以下の分類・英名は、Simmons(2005)に従う。和名は川田ら(2018)に従う。
- Acerodon celebensis セレベスオオコウモリ Sulawesi fruit bat
- Acerodon humilis タラウドオオコウモリ Talaud fruit bat
- Acerodon jubatus フィリピンオオコウモリ Golden-capped fruit bat
- Acerodon leucotis シロミミオオコウモリ Palawan fruit bat
- Acerodon mackloti スンダオオコウモリ Sunda fruit bat

## 生態
マングローブ林や竹林などに生息する。果実を食べる。

## 人間との関係
森林伐採による生息地の破壊などにより、生息数が減少している種もいる。

## 画像

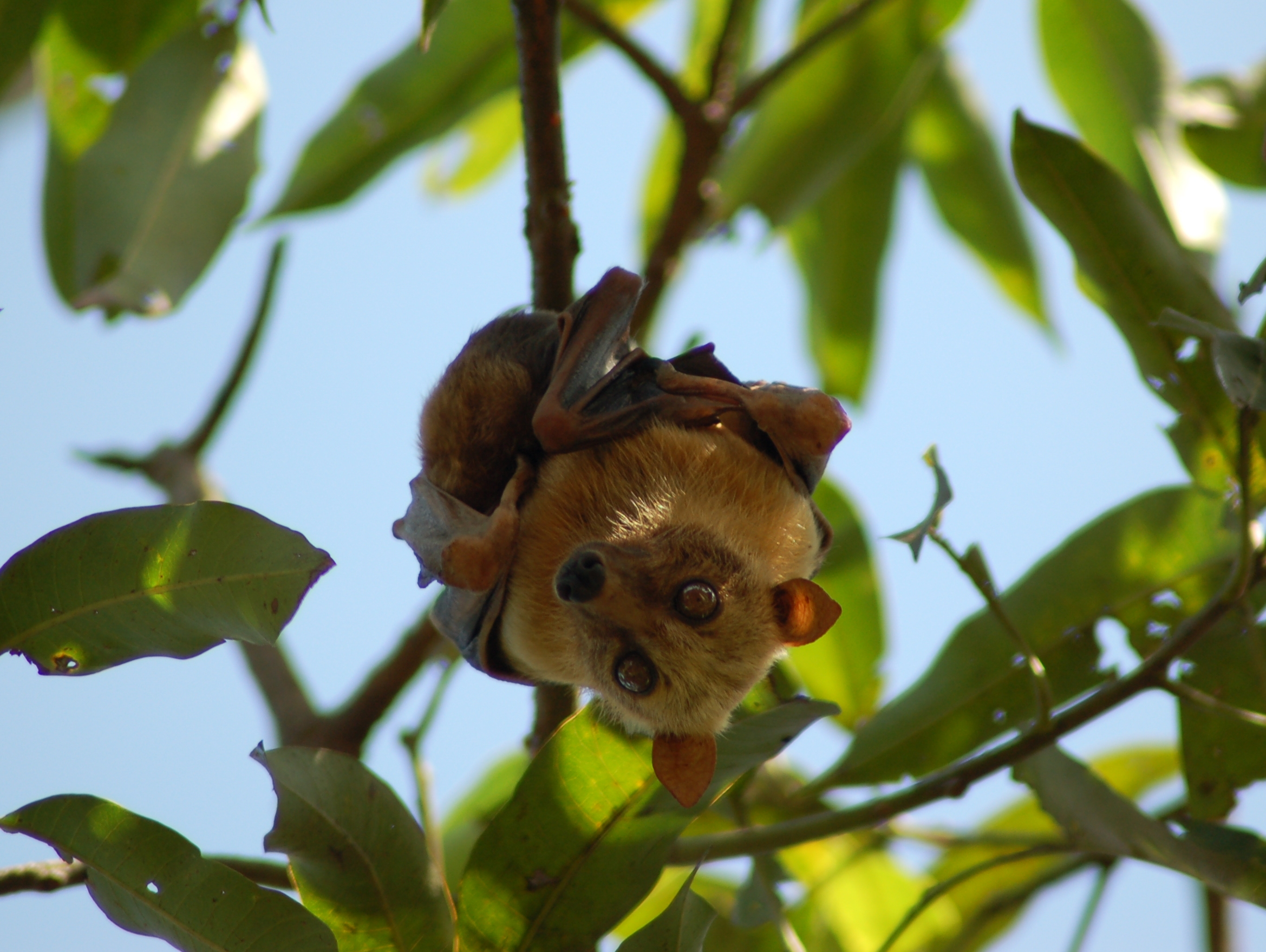
セレベスオオコウモリ A. celebensis